# Florida Gators (honkbal)
Het Florida Gators honkbalteam vertegenwoordigt de Universiteit van Florida in NCAA Division I honkbal. Het team speelt in divisie oost van de Southeastern Conference (SEC). In 2017 wonnen de Gators hun eerste nationale kampioenschap. De Florida Gators spelen hun thuiswedstrijden in Condron Family Ballpark in Gainesville, Florida.

## Geschiedenis
Het Florida Gators honkbalteam speelde in 1912 haar eerste seizoen. Op drie seizoenen na werd er sindsdien ieder jaar gespeeld; in 1918 werd er niet gespeeld in verband met de Eerste Wereldoorlog, en in 1943 en 1944 werd er niet gespeeld in verband met de Tweede Wereldoorlog.
In de eerste jaren waren de coaches van het team vaak ook coach bij andere sportteams op de universiteit, wat de prestaties niet ten goede kwam. Met de aanstelling van Dave Fuller in 1948 kwam hier verandering in. Met 28 seizoenen als coach van het honkbalteam is hij de langst dienende coach in de historie van de Florida Gators. Hij behaalde de eerste successen, door drie keer het SEC kampioenschap te winnen, en door vier keer mee te mogen doen in het NCAA Baseball Tournament. Hij werd in 1976 opgevolgd door Jay Bergman, die in 1981 als eerste coach met de Florida Gators het SEC Tournament winst te winnen. Van 1984 tot 1994 stond Joe Arnold aan het roer, die de Florida Gators naar hun eerste twee College World Series deelnames loodste, in 1988 en 1991.

### Kevin O'Sullivan (2008-heden)
Na het seizoen 2007 werd Kevin O'Sullivan aangesteld als coach van de Florida Gators. Onder zijn leiding haalde Florida in 155 jaar tijd negen keer de College World Series: in 2010, 2011, 2012, 2015, 2016, 2017, 2018, 2023 en 2024. Voordat O'Sullivan aan het roer stond was dat in 61 jaar pas vijf keer gelukt. In 2011 en 2023 werd er in de finaleronde van de College World Series verloren, in 2017 won Florida voor het eerst in haar historie het nationale kampioenschap.

## Voormalige spelers in de Major League Baseball
Sinds de eerste Major League Baseball-draft in 1965 zijn 216 Florida Gators spelers geselecteerd in de draft. 61 van die spelers wisten de MLB te bereiken.

## Stadion
Sinds 2021 spelen de Florida Gators hun wedstrijden in Condron Family Ballpark, dat het McKenthan Stadium opvolgde. Het stadion is vernoemd naar Gary Condron, een voormalig student aan de universiteit van Florida en (met een totaalbedrag aan donaties oplopend tot zo'n $30 miljoen dollar) de grootste donateur van de Florida Gators. Voor de bouw van het stadion werd $65 miljoen dollar begroot. Het stadion heeft een capaciteit van zo'n 7.000 toeschouwers, met de mogelijkheid om dit uit te breiden tot 10.000.